# 高低アクセント
高低アクセント（、英: pitch-accent）は、アクセント（すなわち語あるいは形態素の中の1音節が他の音節よりも卓立していること）の一種で、アクセントの置かれた音節が、音の特定の高低配置により指定されるものである。ピッチアクセント、高さアクセント（）とも。

## 概要
高低アクセントは語の中で特定の音節が他の音節より音高の面で卓立しているものである（⇒ #定義）。強勢が卓立を生む強弱アクセントや、音の長さが卓立を生む長短アクセントと対比される。標準中国語のような声調言語ではそれぞれの音節が独立の音調（トーン）を持つことができ、高低アクセントと対照をなしている。
高低アクセントには様々な特徴がある（⇒ #特徴）。高低アクセントは語の弁別などの役割を担っており（⇒ #役割）、10を超える言語が高低アクセントを有している（⇒ #高低アクセントを持つ言語）。

## 定義
学者らは高低アクセント言語に様々な定義を与えている。典型的な定義は以下の通りである。
他に、高低アクセント言語を強勢アクセント言語と区別して定義する方法として、以下が提唱されている。
この特性は多くの高低アクセント言語に当てはまるが、例外もあり、例えばフランク語方言では肯定文と疑問文となどではアクセントに伴う音調が異なる。
他に提唱されている説によれば、高低アクセント言語はアクセントの置かれた音節を示すのに「F0だけを用いることができる」（F0とは音高である）が、強勢アクセント言語では他に長さや強さも用いる場合がある(Beckman)。しかし他の学者らはこれに同意せず、高低アクセント言語で強さや長さにも役割がある場合があることを知っている。
高低アクセント言語は二種類のカテゴリーに分けられる傾向にある。一つはアクセントの置かれた音節が持つ高低配置（例えば「高」、あるいは「高-低」）が一種類のもので、東京の日本語や西部バスク語、ペルシャ語などが該当する。もう一種類はアクセントの置かれる音節が持ちうる高低配置が二種類以上あるもので、パンジャーブ語、スウェーデン語、セルビア・クロアチア語などが該当する。後者のカテゴリーでは、アクセントの置かれた音節は同時に強くも発音される場合もある。
しかしながら、ときにより高低アクセント言語、強勢アクセント言語、声調言語の違いは明確でないことがある。「実際は、特定のピッチシステムを声調かアクセントかどちらで記述するのが最適か判断するのは簡単ではない場合がある。…なぜなら音高の上昇は、特にそれが長母音化と同時に起きた場合、その音節は卓立しているように知覚されるが、特定の言語において音高が強勢としての役割を果たしているのか声調としての役割を果たしているのか解明するには音声的および音韻的な詳細な分析が必要になる場合があるからである」(Downing)。
諸言語がトーンを使用する方法には多数あるため、声調言語の専門家であるラリー・ハイマンなど、一部の言語学者は、「高低アクセント言語」というカテゴリーには一貫した定義を与えることができず、そうした言語は全て単に「声調言語」と呼ばれるべきだと主張している。
ラリー・ハイマンは、トーンは様々な異なる類型特徴により構成されていて、それらは互いに独立して混合されたり組み合されたりできると主張している。ハイマンは、高低アクセントという術語は、トーンシステム（あるいはトーンシステムと強勢システムの両方）が持つ特性の、典型的でない組み合わせを持つ言語を記述するのに用いられているので、「高低アクセント」に一貫した定義を与えることはできないと主張している。
「高低アクセント」という術語は、上記とは異なる用法もある。すなわち語句内の音節または拍（モーラ）にプロミネンスを与えるときに音高を用いることを指すこともある。

## 表記
以下では次の表記を用いる。
高低アクセントの置かれる音節を太字（a）で示す。
トーン記号は次の通り。
- á：高
- ā：中
- à：低
- â：下降
- ǎ：上昇

## 例
例として日本語東京方言は高低アクセントをもつ。以下は異なるアクセント型をもつ4拍句の例である。
- 「枕が」mákura ga
- 「卵が」tamágo ga
- 「頭が」atámá ga
- 「魚が」sakáná gá

東京方言ではどの語の発音もアクセントの置かれる1音節を示すだけで指定可能であり（⇒ #頂点性）、どの語のアクセントもアクセントの置かれる音節直後のピッチの下降により実現される。日本語ではアクセントの置かれる音節以外にも高ピッチとなる音節があるが、これは語に自動的に付与されるピッチであり、アクセントとして数えられない。なぜならそれは低い音節が後続しないからである。
バスク語は日本語と非常によく似たシステムを持つ。バスク語のいくつかの方言では、日本語と同様、アクセントを持つ語と持たない語があり、他の方言では全ての主要語はアクセントを持つ。日本語と同様、バスク語のアクセントは高ピッチと次の音節への下降で構成されている。

## 特徴

### 頂点性
高低アクセントでは、単語をどう発音するかを示すには、語中のどの音節（一音節のみ）にアクセントが置かれるかを示すことが必要であり、全ての音節のトーンをいちいち明示する必要はない。語または形態素の中に卓立する音節が一つだけある特徴は、”culminativity”（仮訳：頂点性）として知られる。

### 境界性
高低アクセントでは、”demarcativeness”（仮訳:境界性）、すなわち卓立のピークは形態素の端付近（語や語基の最初または最後、最後から2番目）になる傾向がある。

### 義務性
高低アクセントでは、卓立が必ずしも義務的ではない。
例えば日本語や北部ビスカヤ・バスク語では、アクセントの置かれない語がある。すべての語がアクセントを持つ高低アクセント言語も多く、例えばブラックフット語、Barasana-Eduria語がそれに相当する。
これは強勢アクセントと対照的である。強勢アクセント言語は全ての主要な語にアクセントが置かれる 。

### 高アクセントと低アクセント
高低アクセントでは、音調が指定される場合に大抵は高い音調である。逆に低い音調を指定する例も少ないながら存在する。
例えばカナダ北西部のドグリブ語や、コンゴのバントゥー語群の、ルバ語やRuund語が挙げられる。

### 2音節のアクセント
高低アクセントでは、アクセントが2音節に渡って実現することが珍しくない。
セルビア・クロアチア語では、「上昇」アクセントと「下降」アクセントの違いは、アクセントの置かれる音節の次の音節の高さのみで観察できる。つまりアクセントの置かれる音節よりも次の音節が高いまたは同じ高さであれば「上昇」アクセントとみなされ、低ければ「下降」アクセントとみなされる。これは高低アクセントと強勢アクセントの違いの一つである。
ヴェーダ語では、古代インドの文法家は、アクセントを高いピッチ(udātta)とその後に続く音節における下降調（svarita）として記述している。ただし2音節が結合したときには、高音調と下降音調が結合して1つの音節に出現することもあったという。
スウェーデン語では、アクセント1とアクセント2の違いは2音節もしくはそれ以上の語において聞くことができる。なぜならアクセントに伴う音調が発現するのに2音節以上を要するからである。ストックホルムのスウェーデン中央方言では、アクセント1は「低高低」の音調を持ち、アクセント2は「高低高低」という2番目のピークが第2音節に来る音調を持っている。
ウェールズ語では、大半の語でアクセントは語末から2番目の音節での低い音調で実現し（同時に強勢も置かれる）、それに続く語末音節が高くなる。ただしある方言においては、この「低高」という音調が語末から2番目の音節内部だけで実現する場合もある。
マラウィで話されるチェワ語でも同様に、最終音節の音調がしばしば一つ前の音節に拡張する。例えばChichewáは実際にはChichēwāのように中程度の高さが2音節に渡って出現するか、あるいはChichěwā,のように最後から2つ目の音節に上昇調が現われる。文末においては、これはChichěwàのように語末から2つ目の音節での上昇の後、最終音節での低い音調で現れることがある。

### ピーク遅延
高低アクセントではしばしばピーク遅延がおきる。この現象は、高い音調のピークが正確にはその音節だけで実現するのではなく、その次の音節の始まりまで続くもので、高い音調が2音節に広がったような印象を与える。
ヴェーダ語のアクセントは、ピーク遅延の例の一つと解釈されている。

### 1モーラのアクセント
高低アクセントでは、音節が2モーラ（拍）からなる場合に音節の一部のみにアクセントが置かれる場合がある。
ガンダ語では、Abagânda「ガンダ族の人々」ではアクセントは「ga(n)」という音節の1つ目のモーラに置かれていると考えられるが、Bugáńda「ブガンダ」ではアクセントは「gan」の2つ目のモーラに置かれている(ただし高い部分が1つ目のモーラへ拡張されている)。古代ギリシャ語でも同様に、οἶκοι（oîkoi）「家（複数主格）」では「oi」という音節の1つ目のモーラに置かれているが、οἴκοι（oíkoi）「家で（副詞）」では2つ目のモーラに置かれている。これとは異なる分析によれば、ガンダ語や古代ギリシャ語は、アクセントの置かれる音節が異なった音調を選択できるタイプの言語に属するという。

### 高音調の拡張

#### 先行する高音調
高低アクセントでは、アクセントより前の音節での高ピッチが予想できる場合がある。
例えば、日本語のatámá ga 「頭が」、バスク語のlagúnén amúma「友達の祖母」、トルコ語のsínírlénmeyecektiniz 「あなたは怒らないつもりだった」、ベオグラードのセルビア語 のpápríka「胡椒」、古代ギリシャ語のἀπαιτεῖ (ápáítéì) 「要求する」など。

#### 右方拡張
高低アクセントでは、音調の右方拡張がみられる場合がある。
例えばジンバブエの北ンデベレ語では、接頭辞ú-が持つトーン的アクセントが語末から3番目の音節まで拡張する。例えばúkúhleka「笑う」、 úkúhlékísana「他の人を笑わせる」。 時には「高高高高」という音調は「低低低高」になるため、系統上近い言語であるズールー語では、これらと同じ意味の言葉はukúhlekaと ukuhlekísanaのようにアクセントが最後から3番目の音節に移動している。
メキシコにあるヤキ語では、アクセントの置かれる音節の前でのアップステップ（音節間のピッチの上昇）によってアクセントが示される。高ピッチはアクセントの置かれる音節から次のアクセントの置かれる音節まで、わずかに下降しながら持続する。日本語ではこの逆で、アクセントより前に高ピッチがあり、アクセントの置かれる音節の後のダウンステップ（下降）によってアクセント位置が示される。

#### アクセント間の台地
高低アクセントでは、アクセントの高ピッチは、ある状況下では後続音節での低ピッチへの下降ではなく、次のアクセントが置かれる音節まで台地形で持続する。
例えばガンダ語でのkírí mú Búgáńda「それはブガンダだ」 のように（これに対しkíri mu Bunyóró「それはブニョロだ」では、Bunyóróはアクセントの置かれない語であり、自動的にデフォルトの音調が現われている）。
台地化はチェワ語でも見られ、ある状況下で高低高の音調が高高高に変化しうる。例えばndí + njingá「自転車で」はndí njíngáとなる。
西部バスク語やガンダ語では、アクセントの置かれない語に自動的に付与されるデフォルトの高ピッチが、フレーズの最初のアクセントまで連続して持続しうる。バスク語のJonén lágúnén ámúma「ジョンの友達の祖母」や、ガンダ語のabántú mú kíbúga「街の人々」などである。

### アクセントの消失
高低アクセントはしばしば消失する。
一例として、トルコ語では複合語の後半においてアクセントが消失しうる。ペルシャ語でも一定の条件下でアクセントは中和したり消失する。

### 句アクセントとアクセントの移動
句のアクセントは語や形態素のアクセントと必ずしも一致しない。
インド・ヨーロッパ祖語（印欧祖語）とその子孫であるヴェーダ語のシステムは、多くの点で日本語東京方言やCupeño語と類似しており、*-ró-や*-tó-（ヴェーダ語の-rá-と-tá-）のような本来的にアクセントの置かれる形態素とアクセントの置かれない形態素によって発音を指定する。下記の例は形態素を使ってこれらの語の構成を示している。
- 印欧祖語*/h₂erǵ-ró-(o)s/ > *h₂r̥ǵrós「輝き」(ヴェーダ語r̥jrás)
- 印欧祖語*/ḱlew-tó-(o)s/ > *ḱlutós「有名だと聞いた」(ヴェーダ語 śrutás)

アクセントが置かれる複数の形態素がある場合、そのアクセントは一定の形態音韻論的原理に従い決定される。以下はヴェーダ語、東京日本語、Cupeño語の、アクセント位置の比較である。
- ヴェーダ語/gáv-ā́/ > gáv-ā「雌牛と」
- 日本語 /yóm-tára/ > yón-dara「読んだら」
- Cupeño /ʔáyu-qá/ > ʔáyu-qa「欲する」

### より複雑な高低アクセント
古代ギリシャ語など、いくつかの単純な高低アクセント言語では、長母音や二重母音のアクセントはどちらの母音にでも置くことができ、上昇アクセントと下降アクセントの対比が生まれる。例えばοἴκοι（oíkoi）「家で（副詞）」とοἶκοι （oîkoi）「家（複数主格）」のように。ガンダ語でも同様に、 2モーラからなる音節は平坦アクセントと下降アクセントの対立が生じうる。Bugáńda「ブガンダ（地域）」とAbagânda「ガンダ族の人々」のように。しかしながら、これらの言語においてこの対立は多くなく、体系的でもない。
より複雑なタイプの高低アクセント言語では、一語にアクセントは一か所ではあるものの、アクセントの持つ音調に2種類以上がある。たとえばコロンビアのBarasana-Eduria諸語における「高」と「高低」、スウェーデン語やノルウェー語のアクセント1とアクセント2、セルビア・クロアチア語の上昇調と下降調、パンジャーブ語の平坦（中立）、上昇、下降がある。
日本語の大阪方言の記述においては、語中のどの音節にアクセントが置かれるかだけでなく、語の最初の音節が高いか低いかも指定しなければならない。
ガンダ語では、例えばtúgendá「私たちは行っている」のように、アクセントに伴う「高低」の音調の直後でデフォルトの音調が現われる。これはアクセントのある音節よりもわずかに低い。しかしbálilabá「彼らは見るだろう」のように、デフォルトの音調がアクセント直後に現れずに2または3音節の間隔を開けて現れる語もある。このような語では、どの音節にアクセントがあるかだけでなく、デフォルトの音調がどこから始まるかも指定しなければならない。

## 役割

### 弁別機能
高低アクセントは語の弁別に利用されうる。
一例として日本語は高低アクセントを語の弁別に用いる。

## 高低アクセントを持つ言語
様々な言語が高低アクセントを有する。以下はその一例である。
- 日本語[46]
- セルビア・クロアチア語
- スロベニア語
- バルト語派
- 古代ギリシア語
- ヴェーダ語
- トルコ語
- ノルウェー語
- スウェーデン語
- 西部バスク語[47]
- ヤキ語（英語版）[48]
- 朝鮮語の一部の方言
- 上海語

ペルシャ語は、アクセントによる高音調は強勢を伴うものの、最近の研究では高低アクセント言語とされている。ペルシャ語ではアクセントは高ピッチとなるとともに強勢も置かれるので、高低アクセント言語と強勢アクセント言語の中間と考えることもできる。